# Nico Williams
Nicholas „Nico“ Williams Arthuer (* 12. Juli 2002 in Pamplona) ist ein spanisch-ghanaischer Fußballspieler. Er steht seit 2020 bei Athletic Bilbao unter Vertrag und ist spanischer A-Nationalspieler. Mit der Nationalmannschaft gewann er die Europameisterschaft 2024 und wurde im  Finale gegen England  zum „Spieler des Spiels“ gewählt.

## Karriere

### Vereine
Nico Williams wurde als Sohn einer liberianischen Mutter und eines ghanaischen Vaters in Pamplona geboren. Er begann seine fußballerische Ausbildung beim CA Osasuna, wo er ein Jahr spielte. 2013 wechselte er in die Jugendakademie von Athletic Bilbao, wo er bis 2019 spielte. Für die Saison 2019/20 spielte er bei Bilbaos Farmteam CD Baskonia, für das er viermal spielte und den Aufstieg in die dritte Liga verpasste. In der Spielzeit 2020/21 kam er zu 26 Einsätzen und neun Toren in der drittklassigen Zweitmannschaft. Am 28. April 2021 (33. Spieltag) wurde er gegen Real Valladolid eine halbe Stunde vor Schluss eingewechselt und gab somit sein LaLiga-Debüt. Als sein Bruder Iñaki zehn Minuten später ebenfalls eingewechselt wurde, waren die beiden die ersten Geschwister, die für einen Klub in Spanien gleichzeitig auf dem Platz standen seit Julio und Patxi Salinas im Jahr 1986. Bis zum Saisonende spielte er noch ein weiteres Mal in LaLiga. In der Saison 2021/22 wurde er bereits 40 Mal eingesetzt und traf dreimal, jedoch nur in den Pokalwettbewerben. Am 11. September 2022 (5. Spieltag) schoss er schließlich sein erstes Tor und gab dazu noch eine Vorlage bei einem 5:1-Sieg gegen den FC Elche.
Nach Wechselgerüchten verlängerte Willimans seinen Vertrag mit Athletic Bilbao im Juli 2025 bis 2035.

### Nationalmannschaft
Im Januar und Februar 2020 spielte Williams viermal für die spanische U18-Nationalmannschaft, wobei er zweimal traf. Seit September 2021 ist er für die U21-Nationalmannschaft aktiv und kam für diese bislang in fünf Länderspielen zum Einsatz.
Ende September 2022 wurde er für die spanische A-Nationalmannschaft nominiert. Am 24. September 2022 gab sein A-Länderspieldebüt, als er im Wettbewerb der Nations League bei der 1:2-Niederlage gegen die Schweizer Nationalmannschaft eine halbe Stunde vor Abpfiff eingewechselt wurde. Von Trainer Luis Enrique wurde er auch in den WM-Kader 2022 für das Turnier in Katar berufen. Zur Vorbereitung auf diese Weltmeisterschaft erzielte Williams am 17. November 2022 beim 3:1-Sieg im Freundschaftsspiel gegen die Nationalmannschaft Jordaniens mit dem Treffer zum 3:0 in der 84. Minute sein erstes A-Länderspieltor.
Die Europameisterschaft 2024 sollte zur bislang erfolgreichsten Etappe in seiner Karriere werden. Mit der Nationalmannschaft gewann er den Titel und zählte laut Beobachtern zu den besten Spielern im Turnier. Im Finale gegen England erzielte er ein Tor und wurde zum „Spieler des Spiels“ gewählt. Mehrfach wurde er als „Entdeckung des Turniers“ und „Shooting Star“ bezeichnet, ebenso wie sein Teamkollege Lamine Yamal, mit dem Williams den Angriff der Spanier bildete. Insgesamt wurde Williams sechsmal eingesetzt, schoss zwei Tore und bereitete einen Treffer vor.

## Titel
Nationalmannschaft
- Europameister: 2024
- UEFA-Nations-League-Sieger: 2023

Verein
- Spanischer Pokalsieger: 2024

Persönliche Ehrungen
- Wahl in das Team des Turniers der Europameisterschaft 2024

## Persönliches
Williams älterer Bruder Iñaki ist ebenfalls Fußballspieler bei Athletic Bilbao.